# Tux Racer

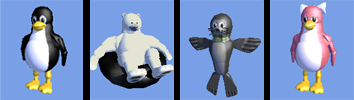
De gauche à droite les personnages de la version commerciale de Tux Racer :
Tux, Boris, Samuel et Neva.

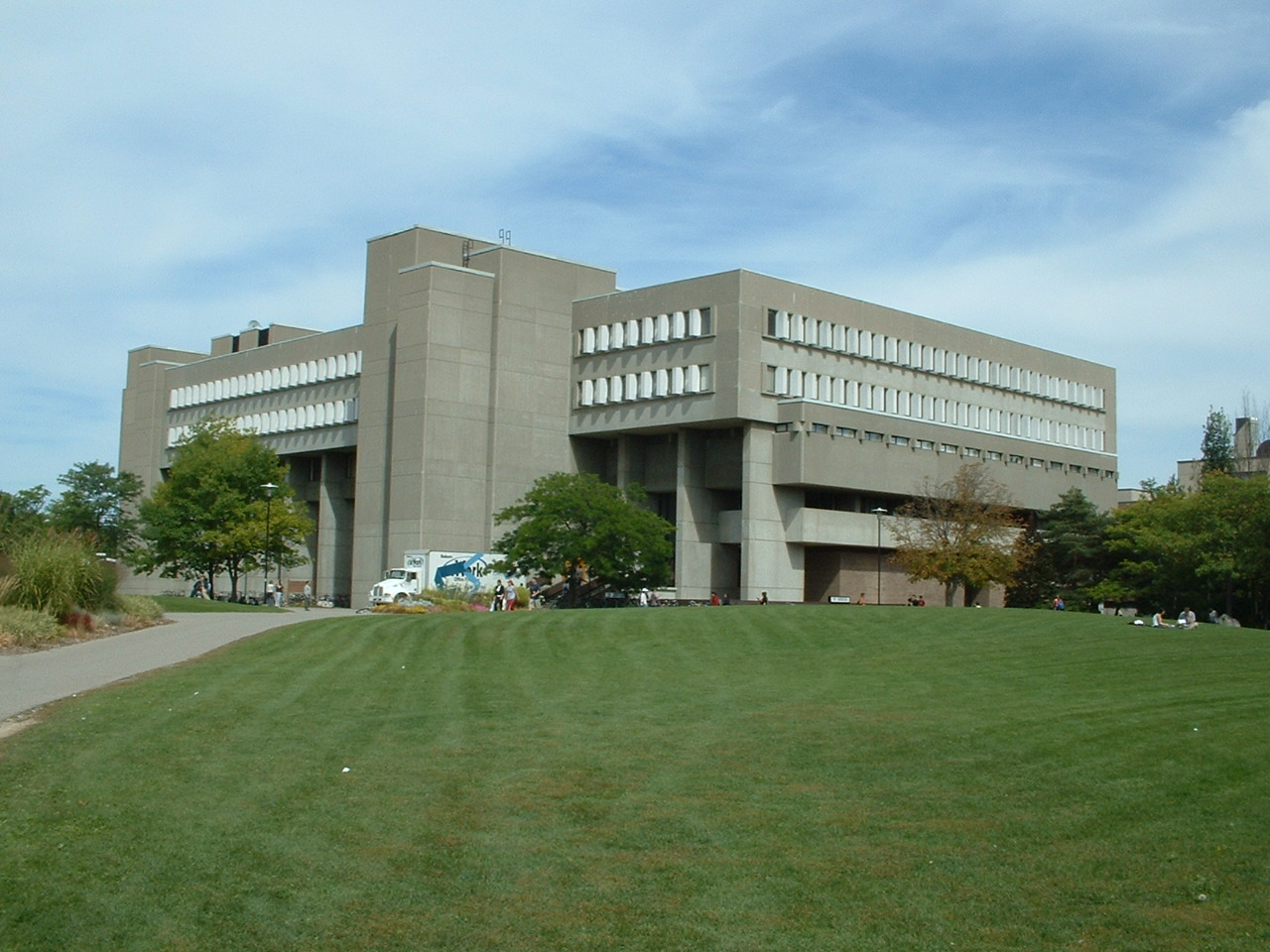
Tux Racer a été développé au laboratoire d'infographie de l'Université de Waterloo.

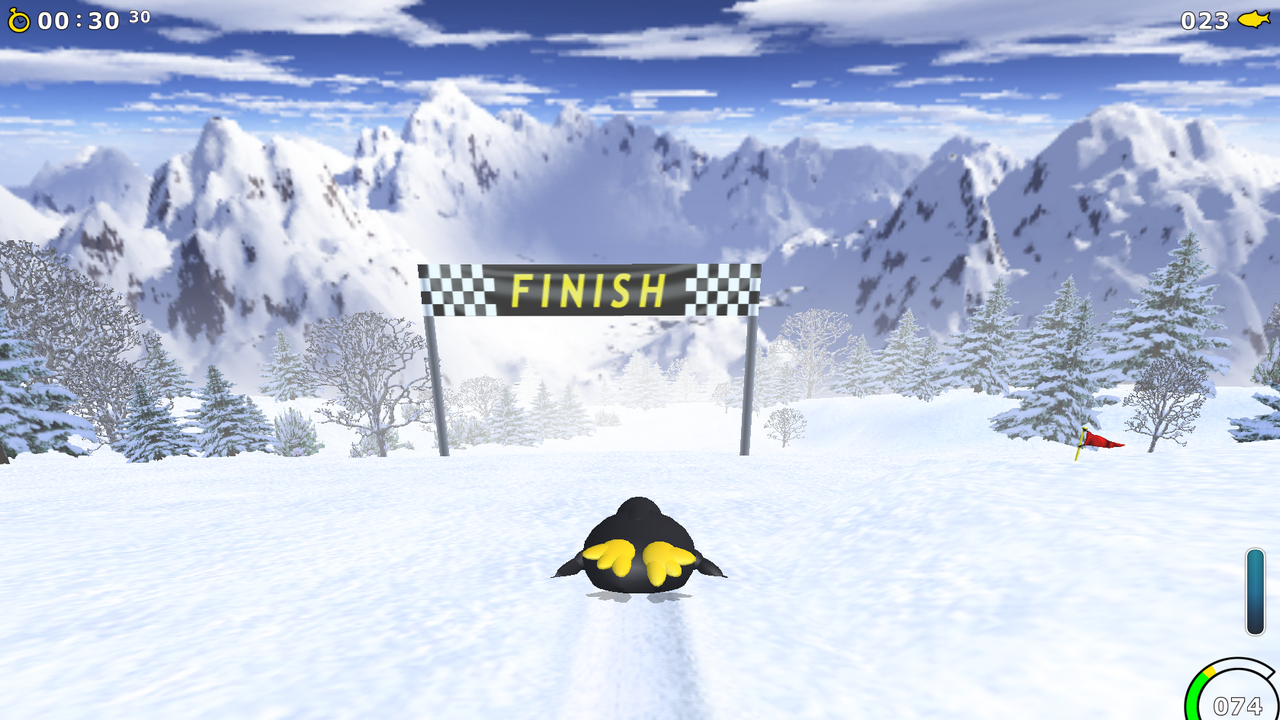
Capture d'écran du fork Extreme Tux Racer sur la carte Bunny Hill

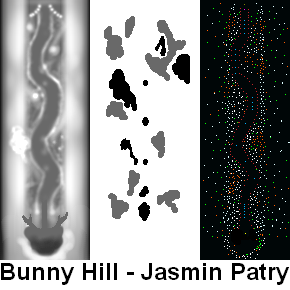
Bunny Hill de Jasmin Patry (Version dExtreme Tux Racer) - De gauche à droite elev.png, terrain.png et trees.png.

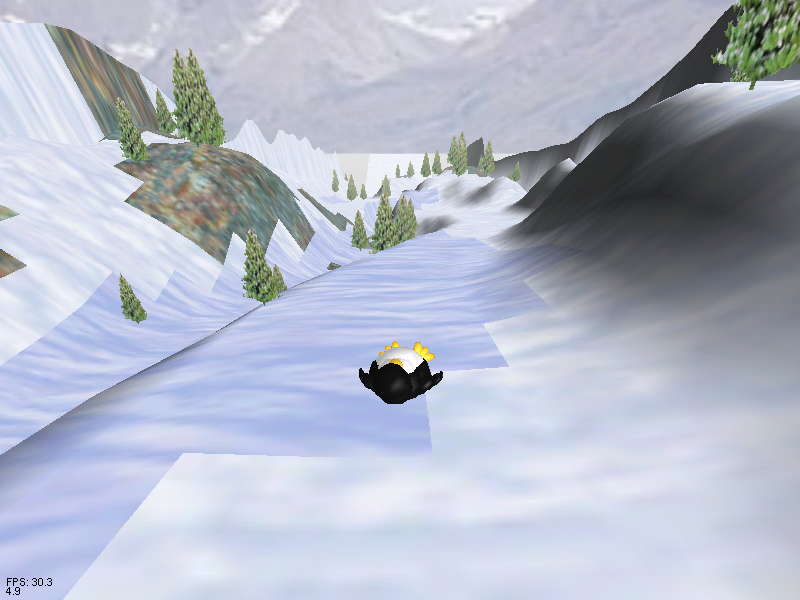
Ancienne version de Tux Racer datant d'avant octobre 2000.

Tux Racer est un jeu vidéo libre de course sur glace qui met en scène Tux le manchot, mascotte du système Linux. Le jeu original fonctionne sur les systèmes d'exploitation GNU/Linux, macOS et Windows et a depuis connu plusieurs versions et dérivés.

## Présentation
Dans le jeu, le joueur contrôle Tux, qui glisse à plat-ventre le long de pentes enneigées. Il doit récolter le plus rapidement possible un maximum de harengs. 
La glace est le meilleur endroit pour prendre de la vitesse et la neige permet d'effectuer correctement des manœuvres, tandis que les rochers ralentiront Tux alors que les arbres le stopperont au moindre contact. 
Il y a aussi des drapeaux qui marquent le chemin ainsi que des banderoles qui déterminent le début et la fin de la course.

## Différentes versions

### Version libre
À l'origine développé par Jasmin Patry dans le cadre de ses études puis par sa société Sunspire Studios, le jeu est un logiciel libre sous licence GNU GPL qui s'est assez bien répandu, notamment chez les utilisateurs de GNU/Linux. Cependant, le jeu s'est gelé en version 0.61, en 2001.

### Version commerciale
La raison de cet arrêt est la sortie d'une version 1.0 du jeu, payante. La précommande du jeu a débuté le 16 janvier 2002 et les boîtes du jeu commençaient à être livrées le 5 février 2002. Le prix de base était de 29.99 $ mais la précommande du jeu coûtait 24.99 $. Le 22 septembre 2002, le prix du jeu baisse à 14.99 $. 
Cette version apporte trois nouveaux personnages : Tux, Neva l'alter ego féminin de Tux, qui porte un nœud papillon bleu sur la tête et qui a une fourrure rose et blanche au lieu de blanche et noire comme Tux, Boris un ours polaire sur une bouée noire et Samuel un phoque.
Elle amène également : 
- de nouveaux décors,
- beaucoup d'améliorations graphiques,
- 4 nouvelles langues, le français, l'italien, l'allemand et l'espagnol (bien que le manuel du jeu soit aussi disponible en japonais, en chinois traditionnel et en coréen ces pays doivent utiliser la version anglaise du jeu car le programme ne semble pas supporter d'autres caractères que les caractères latins.),
- la possibilité de jouer avec des bots
- un mode multijoueur avec la 1.1.

Il semble cependant que ce ne fut pas un succès, le site de cette version et celui de Sunspire Studios n'est plus en ligne, et le jeu est quasiment introuvable légalement.

### Version arcade
Une version arcade adaptée par Roxor Games depuis la version commerciale est sortie fin 2003. 
Cette version permet, ou non, de faire gagner au joueur des tickets tous les X poissons mangé. 
La borne existe en 2 versions : une possédant 2 boutons en forme d'aile de manchots pour tourner, et une autre possédant un volant à la place. 
En 2007 une suite sortie sous le nom Tux 2, développée par la même entreprise permet encore de faire gagner des tickets mais ici le joueur doit collecter des bonbons et non plus des poissons. 
Le joueur a le choix entre plusieurs personnages qui sont ceux de la version 1.0 à quelque détails près : Neva perd sa couleur rose pour devenir noire et blanche comme Tux, change de nom pour Trixi et porte un cache oreille et une écharpe rose et Tux porte une écharpe et des lunettes de ski bleu.
Ces versions arcades font de Tux Racer le premier jeu sous licence GPL à recevoir une adaptation arcade.

### Forks libres
Plusieurs forks libres, majoritairement basés sur la version 0.61, ont fait leur apparition.
- Open Racer, offre quelques nouveautés et est disponible sous forme d'un paquet à intégrer soi-même dans la version originale de Tux Racer.
- PlanetPenguin Racer, apporte plusieurs nouveautés comme des nouveaux circuits et une interface légèrement modifiée. Il n'est plus maintenu depuis 2006.
- Extreme Tux Racer, basé sur PlanetPenguin Racer. Le 22 septembre 2007, la première version de cette nouvelle adaptation voit le jour.
- Tux Rider World Challenge, basé sur la version 0.61, est disponible sur iPhone depuis janvier 2009.
- Tux Rider, portage de Tux Rider World Challenge sur Android.

## Création de pistes
La création de nouvelles courses pour Tux Racer dans sa version 0.61 et ses dérivés directs se fait par la création d'un fichier texte et de trois images : elev.rgb, terrain.rgb et trees.rgb ou pour les nouveaux forks : elev.png, terrain.png et trees.png. La première, est une heighmap en niveaux de gris, détermine le relief du niveau. La seconde, en niveau de gris également, permet d'appliquer les matières (neige, glace, terre). Enfin, la dernière sert à placer les différents objets du circuit grâce à des pixels de couleurs déterminées. Le fichier texte, course.tcl ou course.dim pour Extreme Tux Racer contient les paramètres de la course. Une vignette d'aperçu peut également être ajoutée en tant que quatrième image. Dans Extreme Tux Racer, un autre fichier est configurable, items.lst qui détermine les coordonnées x et z, la hauteur et le diamètre des objets présents sur la carte.
Il existe également des éditeurs facilitant la création de nouvelles pistes, principalement pour la version commerciale.